# Новоархангельська сільська рада (Шарлицький район)
Новоарха́нгельська сільська рада (рос. Новоархангельский сельский совет) — сільське поселення у складі Шарлицького району Оренбурзької області Росії.
Адміністративний центр та єдиний населений пункт — село Новоархангельське.

## Населення
Населення — 342 особи (2019; 422 в 2010, 589 у 2002).